# Stavenisse

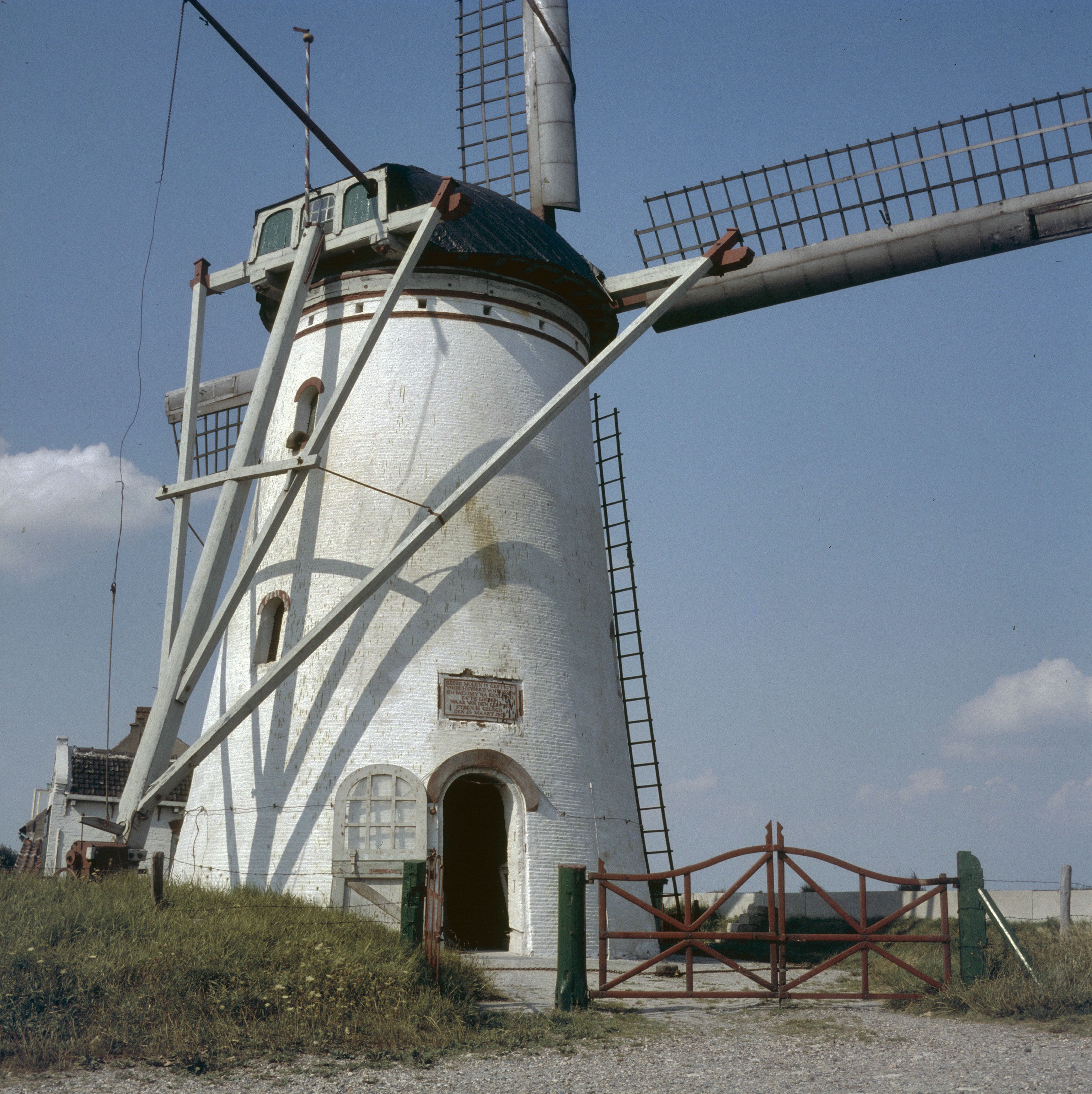
Il mulino di Stavenisse

Stavenisse è un villaggio di circa 1.700 abitanti della costa sud-occidentale dei Paesi Bassi, facente parte della provincia della Zelanda e situato nell'isola di Tholen, nella regione nota come Brabante Occidentale (West-Brabant), dove si affaccia sulla Schelda orientale (Oosterschelde). Dal punto di vista amministrativo, si tratta di un ex-comune, dal 1971 inglobato nella municipalità di Tholen.

## Geografia fisica
Stavenisse rappresenta il punto più occidentale dell'ex-isola di Tholen e si trova ad ovest/sud-ovest del villaggio di Sint-Annaland e a nord-ovest del villaggio di Sint-Maartensdijk.

## Origini del nome
Il toponimo Stavenisse è formato dal termine nisse, che indica una lingua di terra, e dal prenome Stavo o Stave, che fa probabilmente riferimento ad un antico proprietario dell'area.

## Storia

### Dalle origini ai giorni nostri
La prima menzione di Stavenisse risale al 1206, quando si parlava di un'isola con questo nome, dove sorgeva un castello chiamato Huis ter Doerst.
Nel 1509 il villaggio venne completamente distrutto da un'inondazione. Fu quindi rifondato esattamente 90 anni dopo.
Nel 1685 fu realizzato il porto di Stavenisse e nel 1731 fu creato un nuovo polder, il Nieuw-Annex-Stavenissepolder.
Stavenisse pagò un duro tributo in seguito all'inondazione del 1º febbraio 1953, in cui persero la vita 153 abitanti del villaggio.

### Simboli
Lo stemma di Stavenisse è costituito da uno sfondo bianco con in testa una riga rossa. Questo stemma è derivato da quello della famiglia Van Stavenisse.
La bandiera di Stavenisse, realizzata il 14 aprile 1954, è invece costituita da uno sfondo bianco con una riga bianco-blu in cui spicca lo stemma del villaggio.

## Monumenti e luoghi d'interesse
Stavenisse vanta 11 edifici classificati come rijksmonumenten .

### Architetture religiose

#### Chiesa protestante
Principale edificio religioso di Stavenisse è la chiesa protestante, situata al nr. 2 di Van der Leck de Clercqplein, realizzata nel 1911 sulle rovine di una chiesa preesistente, di cui rimane il campanile (risalente al 1672).

### Architetture civili

#### Mulino di Stavenisse
Altro edificio d'interesse è il mulino di Stavenisse, un mulino a vento risalente al 1801.

## Società

### Evoluzione demografica
Stavenisse conta una popolazione pari a 1.715 abitanti, in maggioranza di sesso maschile (50,4%).
La popolazione di età inferiore ai 16 anni è pari al 21,2% del totale, mentre la popolazione di età superiore ai 65 anni è pari al 18,6% del torale.
Il dato complessivo è tendente a calo: nel 2016, il villaggio contava infatti 1.730 abitanti e nel 2017 1.720 abitanti. Il dato demografico si mantiene però superiore a quello del 2015, quando il villaggio contava 1.700 abitanti.